# New Direction (tankesmedja)
New Direction – Foundation for European Reform är en politisk stiftelse på europeisk nivå, tankesmedja och förläggare åt Europeiska konservativa och reformister. Den grundades 2009 med stöd från Margaret Thatcher.
New Direction är en marknadsliberal tankesmedja som syftar till europeisk politik som stärker ansvarstagande, transparens och demokrati. 
Genom publikationer, konferenser och debatter är New Direction en resurs för parlamentariker, beslutsfattare och allmänheten.